# 라요 OKC
라요 OKC(Rayo OKC)는 2016 시즌까지 북미 축구 리그에 참가했던 미국의 과거 프로 축구단으로 오클라호마주 유칸을 연고지로 삼았다.

## 역대 홈경기장
| 경기장        | 사용기간 | 장소              | 팀명     | 비고 |
| ------------- | -------- | ----------------- | -------- | ---- |
| 밀러 스타디움 | 2016년   | 오클라호마주 유칸 | 라요 OKC | 빈칸 |

## 같이 보기
- OKC 에너지 (USL 챔피언십)
- 라요 바예카노 (프리메라리가)